# Sabrina Salerno
Sabrina Salerno (* 15. března 1968, Janov, Itálie) je italská popová zpěvačka, herečka, modelka a producentka.
Po vítězství v soutěži krásy v kraji Ligurie se věnovala kariéře modelky a od roku 1984 účinkovala v televizní show Premiatissima na Canale 5. Jako zpěvačka se proslavila především ve druhé polovině osmdesátých let dvacátého století. Na mezinárodní scéně se prosadila hitem Boys (Summertime Love) z roku 1987, který pronikl na čelo hitparád například ve Francii, Španělsku či Švýcarsku. Videoklip k němu vzbudil rozruch a BBC ve Velké Británii zakázala jeho vysílání kvůli scéně z bazénu, při níž ji sklouzává horní díl bikin a odhaluje prsní bradavky. Úspěch zaznamenala její alba Boys z roku 1987 a Super Sabrina z roku 1988, zpívaná vesměs anglicky.
V roce 1988 na soutěži Festivalbar obdržela ocenění nejlepší evropská zpěvačka, byla častou účastnicí různých show a její popularita byla na vrcholu. Třetí studiové album Over the Pop z roku 1991 předchozích úspěchů nedosáhlo.
Sabrina se na čtyři roky hudebně odmlčela, vrátila se v roce 1995 vydáním dvou singlů a o rok později italsky zpívaným albem Maschio Dove Sei. Toto album bylo sice kritikou hodnoceno vcelku kladně, komerčního úspěchu ale nedosáhlo. Soustředila se poté více na jiné projekty, zahrála si například úspěšně v několika divadelních komediích. Ani svým dalším albem A Flower's Broken z roku 1999 se na hudební scéně neprosadila. Posledním hudebním počinem je cover verze hitu skupiny Blondie Call Me zpívaná se Samanthou Fox z roku 2010

## Diskografie

### Alba
- 1987 Sabrina (jako "Sabrina"), známe i jako Boys v některých oblastech a v dalším vydání

1. Boys (Summertime Love)
2. Hot Girl
3. Get Ready
4. Kiss
5. Sexy Girl
6. Kiss Me
7. Lady Marmalade
8. My Sharona
9. Da Ya I'm Sexy

- 1988 Super Sabrina (jako "Sabrina")

1. Like A Yo Yo (3:27)
2. All Of Me (3:47) (Stock, Aitken & Waterman)
3. Doctors Orders (3:18)
4. Funky Girl (3:48)
5. My Chico (3:29)
6. Pirate Of Love (3:56)
7. Guys And Dolls (3:50)
8. Sex (4:08)

- 1991Over The Pop (jako "Sabrina")

1. Yeah Yeah (SABRINA PROD.)
2. Vola
3. Dirty Boy Look
4. With a Boy Like You
5. Yesterday Once More
6. Shadows of the Night (Moroder)
7. Afraid to Love (SABRINA PROD.)
8. Promises in the Dark (SABRINA PROD.)
9. You Can Get it If You Really Want
10. Love Dream (SABRINA PROD.)
11. Domination (SABRINA PROD.)
12. Love is Like Magic (Moroder)

- 1996 Numeri / Maschio dove sei (jako "Sabrina Salerno") (producentti Massimo Riva, Enrico Monti a Sabrina Salerno)

1. Numeri (G. PANCERI)
2. Maschio Dove Sei (RIVA)
3. Palpito D'Amore (VASCO ROSSI)
4. Fatta e Rifatta
5. Cuore
6. Non Va
7. La Porte é Sempre Lá (RIVA)
8. Alice Rivivrá (WILDE)
9. Messico
10. Tango Italiano (SABRINA-GAMMOND-LOLLI-FENELLE)
11. Gioco Perverso (SATCH)

- 1999 Flower's Broken (jako "Sabrina Salerno")

1. Shallala (SABRINA PROD.)
2. Jimmy (SABRINA PROD.)
3. I Love You (BARSOTTI)
4. Diamond in the Sand (COSGROVE-CLARK-DELEGADO)
5. I Want You (SABRINA PROD.)
6. You Oughta Know (Morissette-Ballard)
7. Flowers Broken (MONTI-SABRINA)
8. Love is All There is (SELA-GARVIN-SMITH)
9. Russian Lover (KUSNITZOF-LEGATO-SABRINA-MONTI)
10. Never Too Late (CECCHETTO-BONSANTO)
11. Flowers Broken (LAST MIXED***BONUS TRACK)

- 2008 Erase Rewind (Official Remix) Greatest Hits (jako "Sabrina")
  - CD1

  1. "All of Me"
  2. "Sexy Girl"
  3. "Funky Girl"
  4. "My Chico"
  5. "Sex"
  6. "Boy (Summertime Love)"
  7. "Erase/Rewind"
  8. "Hot Girl"
  9. "Gringo"
  10. "Born to Be Alive"
  11. "Like a Yo-Yo"
  12. "Angel Boy"
  13. "I Love You"

  - CD2

  1. "No Matter What You Say"
  2. "Skin on Skin"
  3. "Mama Said"
  4. "Now Is the Time"
  5. "Don't Want to Be Falling in Love"
  6. "You Lie to Me"
  7. "Maybe Your Love"
  8. "Goodbye Baby"
  9. "Yes"
  10. "Stay a While"
  11. "Shooting the Red Line"
  12. "Brand New Way"
  13. "Deep Water"

### Singly
- 1986 Sexy Girl (producent Claudio Cecchetto) – Itálie #16, Austrálie #36 (zremixované v 1988), Top20 vo Finsku (zremixované v 1988).
- 1987 Lady Marmalade (producent Claudio Cecchetto) Francie #41
- 1987 Hot Girl – Německo #19, Švýcarsko #13, Nizozemsko #10, Francie #12
- 1988 Boys (Summertime Love) – (Spojené království #3, Německo #2, Austrálie #11, Rakousko #5, Švýcarsko #1, Jižní Afrika #14, Francie #1, Itálie #5, Švédsko #5 (napsal M. Bonsanto, R. Rossi, C. Cecchetto, M. Charlton, produkce Claudio Cecchetto, mix M. Bonsanto a R. Rossi)
- 1988 My Chico (produkce Elvio Moratto) – Itálie #2, Německo #56, Finsko #1.
- 1988 All Of Me – Spojené království #24, Německo #16, Švýcarsko #12, Itálie #11, Francie #12 (text a produkce Stock Aitken Waterman)
- 1988 Like A Yo-Yo – #72 Francie (text Giorgio Moroder, úprava R. Boldi a C. La Bionda), Finsko #1
- 1988 Sex
- 1989 Gringo – Spojené království #91, Itálie #12 (produkce Menzione)
- 1990 Yeah, Yeah (Remix) Itálie #24 (produkce Severo Lombardoni)
- 1991 Siamo Donne Itálie #15
- 1991 Shadows of the night (produkce Giorgio Moroder)
- 1991 Cover Model
- 1994 Rockawillie
- 1994/1995 Angel Boy – Finsko #15 (produkce Enrico Monti, Sergio Portaluri a F. Zafret)
- 1996 Fatta E Rifatta
- 1999 I Love You
- 2004 Boys (2004 Remix) – známé jako Boys Boys Boys 2004
- 2006 I Feel Love (Good Sensation)
- 2008 Erase Rewind
- 2009 Erase Rewind Remix (Remix Andrea T Mendoza & Tibet)
- 2010 Call Me (se Samanthou Fox)

## Filmy
- 2006 Film D
- 2005 Colori
- 1998 Tutti gli uomini sono ugauli (TV sit-com)
- 1998 Jolly Blu
- 1989 Fratelli d'Italia
- 1988 Festa di Capodanno (mini seriál)
- 1986 Grandi magazzini
- 1986 Professione vacanze (TV seriál)
- 1986 Ferragosto O.K. (TV film)